# Macrosamanea consanguinea
Macrosamanea consanguinea é uma espécie vegetal da família Fabaceae.
Pode ser encontrada nos seguintes países: Brasil, Colômbia e Venezuela.